# Уотт, Сара
Са́ра Энн Уотт (англ. Sarah Ann Watt; 30 августа 1958, Сидней, Новый Южный Уэльс, Австралия — 4 ноября 2011, Западный Футскрей, Виктория, Австралия) — австралийский режиссёр, мультипликатор, сценарист и продюсер.

## Награды
Лауреат множества кинопремий, таких как: «Melbourne International Film Festival» (1995), «AACTA» (2001, дважды в 2005), «Премия кинофестиваля в Торонто» (2005), «Inside Film Awards» (2005, дважды), «Премия кинокритиков Австралии» (2005), «Brisbane International Film Festival» (2005), «Премия Роттердамского кинофестиваля» (2006), «NatFilm Festival» (2006), «Motovun Film Festival» (2006), «Премия кинофестиваля Мар-дель-Плата» (2006), «Australian Screen Directors' Association» (2006) и «Australian Directors Guild» (2009).

## Болезнь и смерть
Умерла после 6-ти лет борьбы с раками молочной железы и кости 4 ноября 2011 года в Западном Футскрее (штат Виктория, Австралия) в возрасте 53-х лет.

## Личная жизнь
На момент смерти была замужем за актёром и сценаристом Уильям МакАйннсом (род.1964), от которого имела двоих детей по имени Клем МакАйннс (род.1993) и Стелла МакАйннс (род.1998).